# Charles-Nicolas Cochin

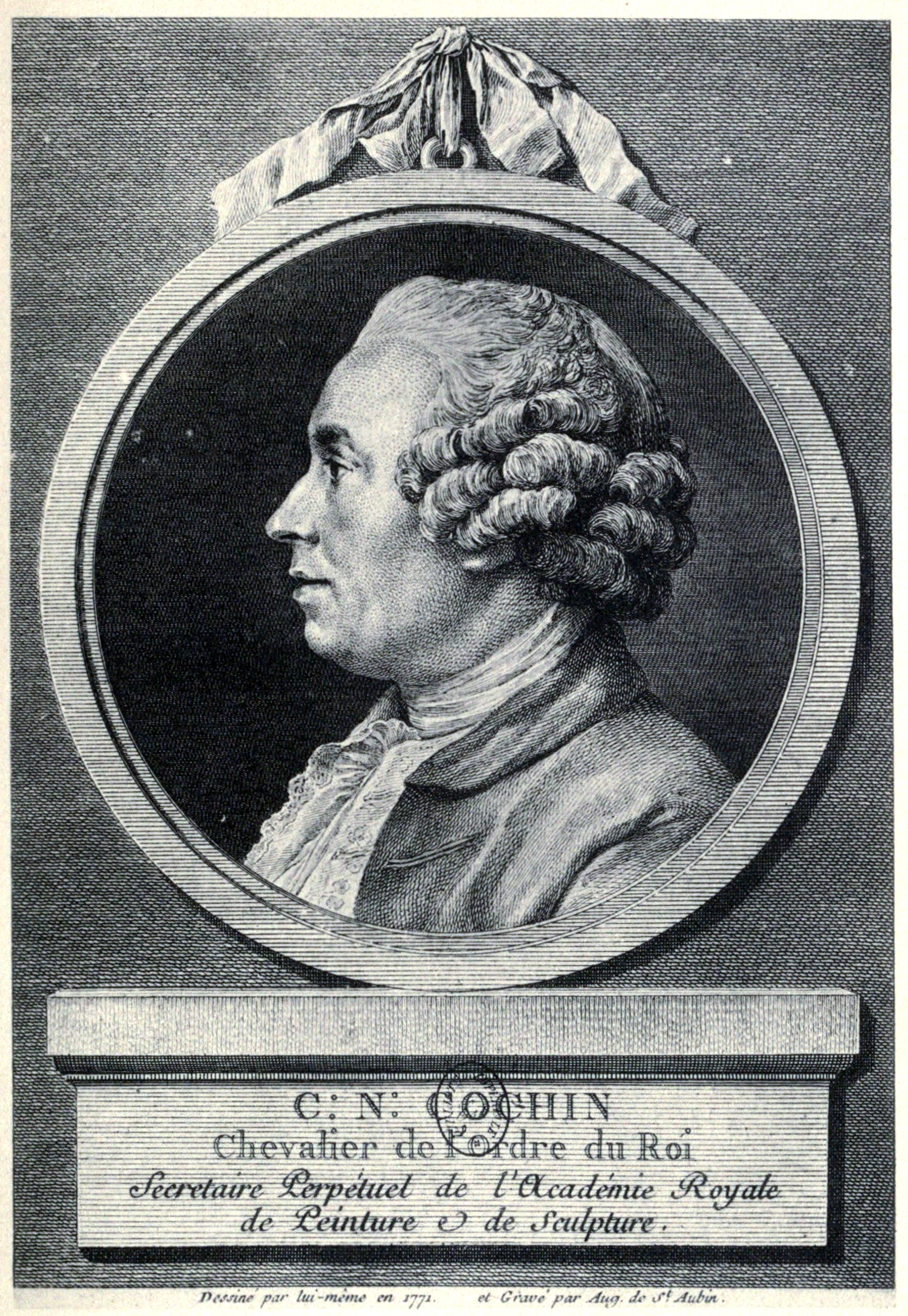
Charles-Nicolas Cochin

Charles-Nicolas Cochin (Parigi, 22 febbraio 1715 – Parigi, 29 aprile 1790) è stato un pittore, scrittore e disegnatore francese, noto soprattutto per la sua appartenenza ad una celebre famiglia di incisori attivi nei secoli XVII e XVIII.

## Biografia
Cochin, figlio di Charles-Nicolas Cochin il Vecchio (1688–1754), noto incisore di opere di Chardin, Watteau, Nicolas Lancret, e attivo per il Cabinet du Roi. Cochin effettuò l'addestramento tecnico guidato dal padre, mentre la sua formazione culturale risultò incentrata sullo studio della filosofia, in particolar modo di John Locke e delle discipline umanistiche.
Nel 1730, Cochin entrò a far parte del gruppo dei Gobelins guidato da Charles Parrocel.

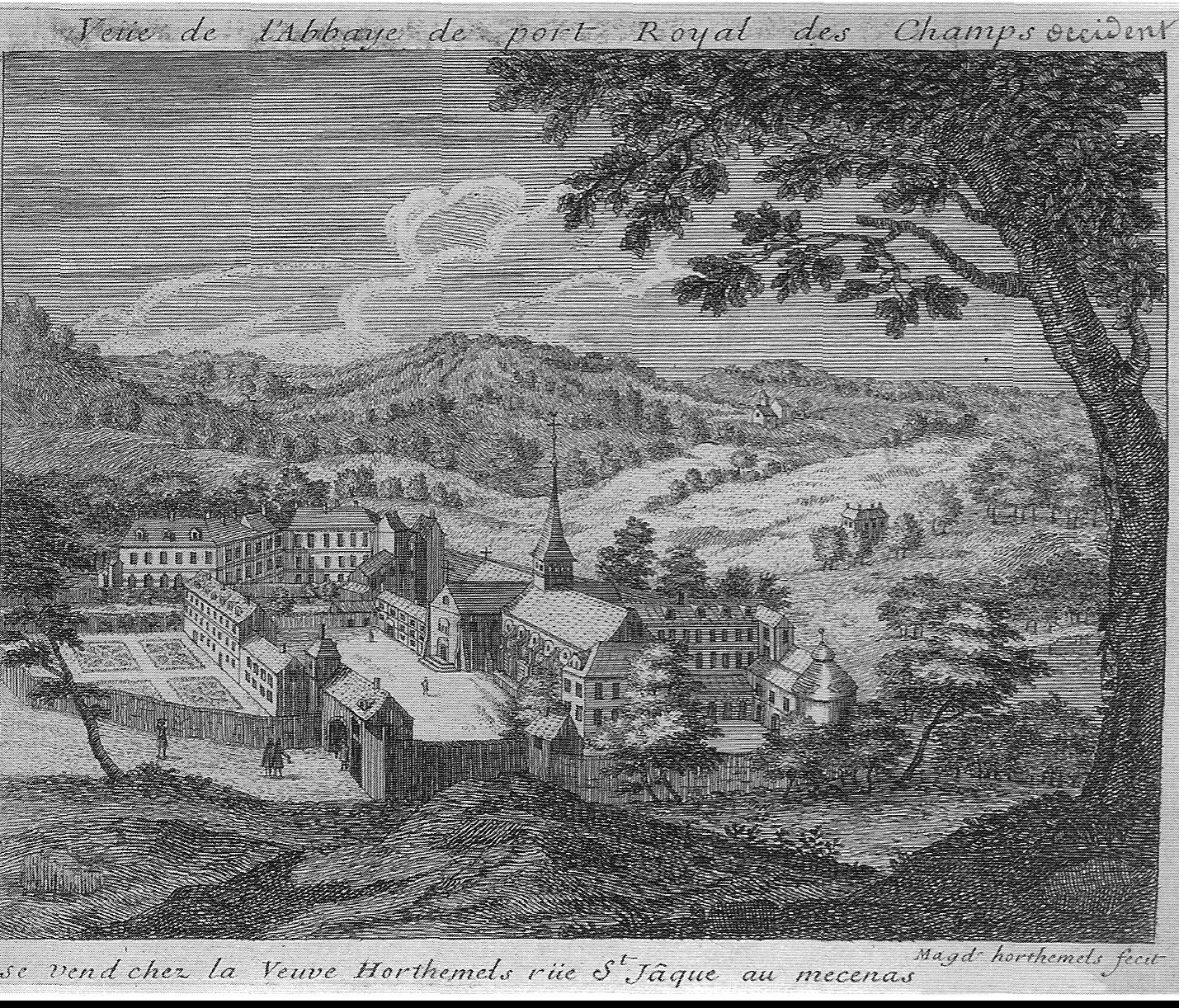
Abbazia di Port-Royal-des-Champs progettata da Cochin.

Cochin raggiunse il successo con notevole celerità, consolidato due anni dopo con le incisioni Menus-plaisirs, e già nel 1737
venne incaricato dal giovane Luigi XV di Francia di occuparsi delle commemorazioni dei vari eventi di corte, oltre a dedicarsi ai ritratti ed a trattati di arte.
Quattro anni dopo fu accolto in Accademia e nel frattempo proseguì le collaborazioni con gli Slodtz per i progetti di cerimonie e feste, di cui fissava poi il ricordo con stampe ed incisioni.
In occasione delle nozze del Delfino, nel 1745, realizzò quattro pregevoli scene, tra le quali lo Spectacle de gala.
Riuscì ad ottenere agevolazioni e aiuti da parte di Madame de Pompadour, che lo invitò, nel 1749, ad accompagnare suo fratello e l'architetto Jacques-Germain Soufflot in Italia per un viaggio di approfondimento artistico.
Nel 1753, Cochin assieme a Bellicard pubblicò le Osservazioni sulle antichità della città di Herculaneum, e due anni dopo assunse il ruolo direttivo dell'Accademia reale e della Société académique des Enfants d'Apollon.
Luigi XV attestò i servigi di Cochin con la patente di nobiltà e l'iscrizione all'Ordine di San Michele.

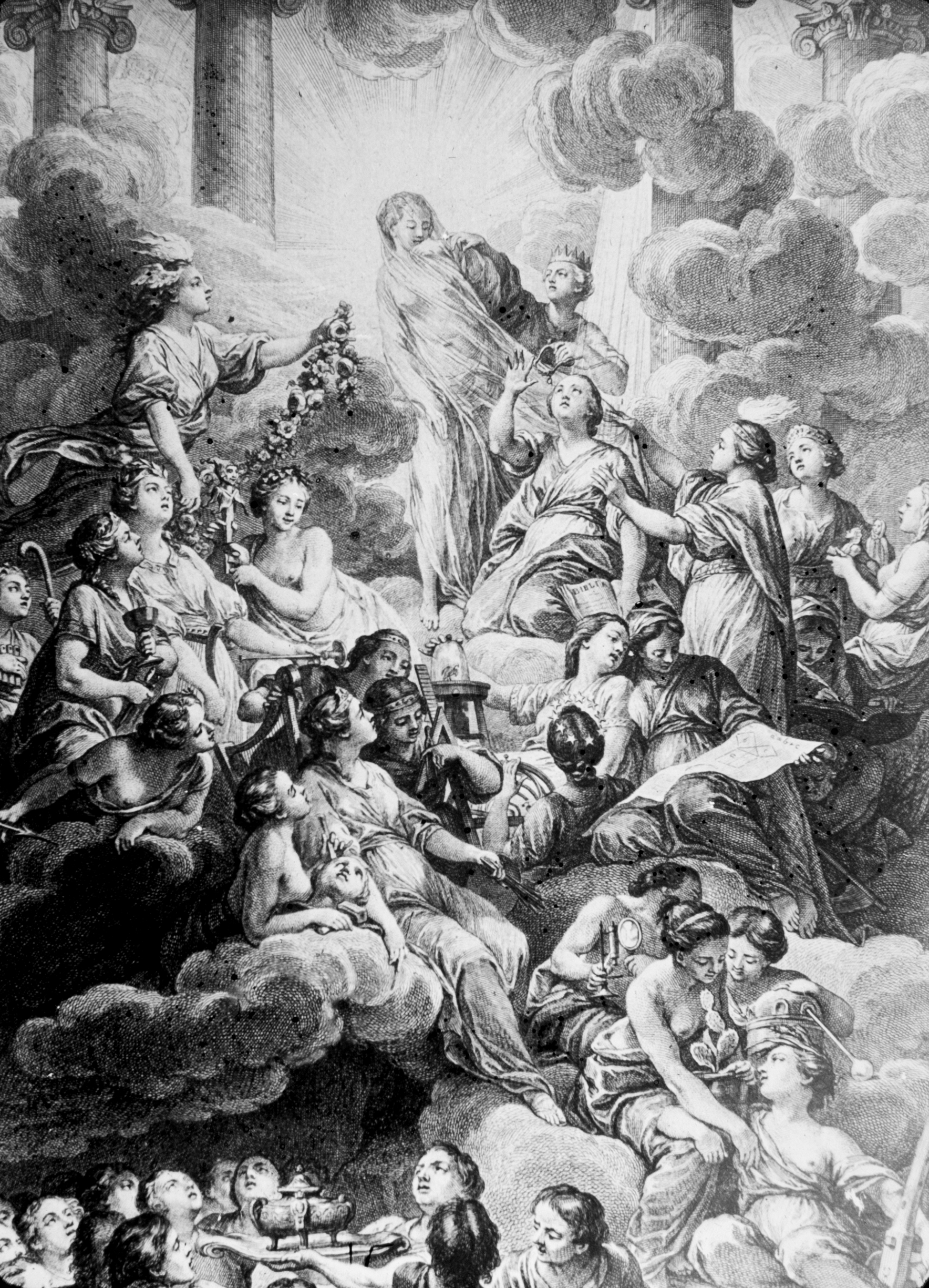
Dettaglio del frontespizio della Encyclopédie di Diderot, disegnato da Cochin

Nell'arco della sua carriera produsse oltre 1500 pezzi, tra cui i ritratti di personaggi famosi; incisioni con le Cérémonies e le Pompes funèbres della corte contemporanea a lui; il frontespizio della Encyclopédie; Les ports de France.
Il suo viaggio italiano lo accostò ai classici e all'arte antica, inducendo in lui un gusto anticipatore di quello neoclassico, come evidenziò nei suoi tre volumi intitolati Vojage d'Italie.

## Pubblicazioni principali
- Cochin, Charles-Nicolas, Voyage d'Italie, ou recueil de notes sur les ouvrages de peinture et de sculpture qu'on voit dans les principales villes d'Italie (Parigi, 1751, in 3 volumi)

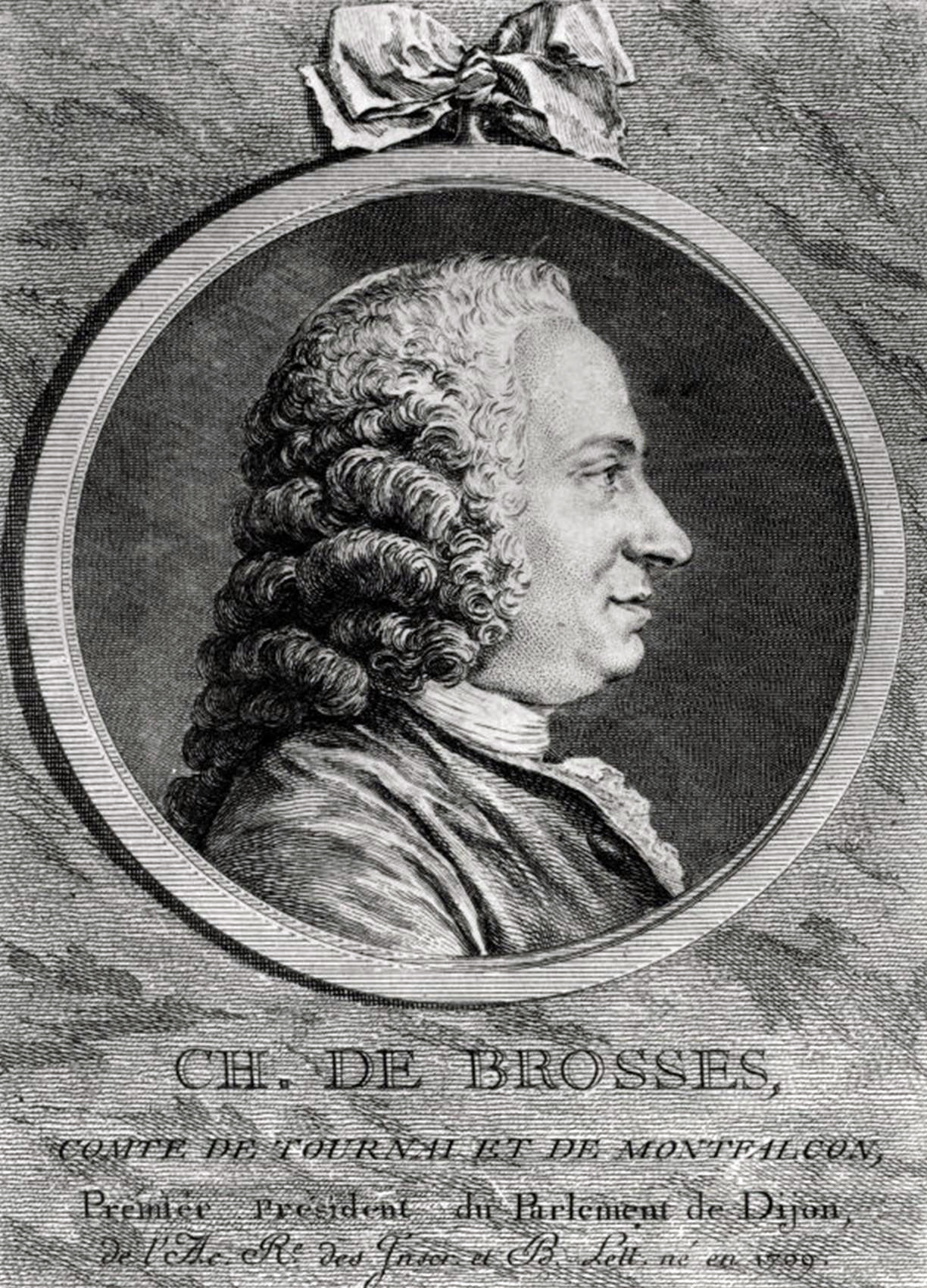
Charles de Brosses Comte de Tournai e di Montfaucon, incisione di Cochin

- Cochin, Charles-Nicolas (con Bellicard, Jérôme-Charles), Observations upon the Antiquities of the Town of Herculaneum (Londra 1753, Parigi 1754)
- Cochin, Charles-Nicolas, Recueil de quelques pièces concernant les arts, avec une dissertation sur l'effet de la lumière et des ombres relativement à la peinture (Parigi, 1757, in 3 volumi)
- Cochin, Charles-Nicolas, Réflexions sur la critique des ouvrages exposés au Louvre (Parigi, 1757)
- Cochin, Charles-Nicolas, Les Misotechnistes aux enfers, ou Examen critique des observations de N.D.L.G sur les arts (Amsterdam e Parigi, 1763)
- Cochin, Charles-Nicolas (con Patte, Pierre, e Chaumont) Projet d'une salle de spectacle pour un théâtre de comédie (Londra e Parigi, 1765)
- Cochin, Charles-Nicolas, Lettres sur les vies de M. Slodtz et de M. Deshays (Parigi, 1765)
- Cochin, Charles-Nicolas, Lettre à une société d'amateurs prétendus (1769)
- Under the pseudonym of Jérôme, Réponse à M. Raphaël (Parigi, 1769)
- Cochin, Charles-Nicolas, Les Amours rivaux, ou l'homme du monde (Parigi, 1774)
- Cochin, Charles-Nicolas, Lettres sur l'Opéra (Parigi, 1781)
- Cochin, Charles-Nicolas, Lettres à un jeune artiste peintre